# Mario + Rabbids Kingdom Battle
Mario + Rabbids Kingdom Battle is een turn-based tacticsspel ontwikkeld door Ubisoft Milan en Ubisoft Paris. Het spel wordt uitgegeven door Ubisoft en kwam op 29 augustus 2017 uit voor de Nintendo Switch. Het spel is een cross-over tussen de universums van Mario (Nintendo) en Raving Rabbids (Ubisoft).
Op 8 december 2017 kwam er een gratis update uit voor het spel die een lokale multiplayermodus toevoegde. In deze "versus"-mode kan één-tegen-één gespeeld worden. De beschikbare teams hebben dezelfde sterkte en de spelers kunnen per beurt maar drie acties per beurt doen.
Op 20 oktober 2022 kwam het vervolg op het originele spel uit, genaamd Mario + Rabbids Sparks of Hope.

## Ontvangst
| Recensiescore       | Recensiescore |
| Recensieverzamelaar | Score         |
| ------------------- | ------------- |
| Metacritic          | 85/100        |
| Publicist           | Score         |
| Gamer.nl            | 8,5/10        |
| InsideGamer         | 8,7/10        |
| Power Unlimited     | 88/100        |

Mario + Rabbids Kingdom Battle is over het algemeen positief beoordeeld door recensenten. Het spel heeft een 85 uit 100 op recensieverzamelsite Metacritic.
Het spel heeft meerdere prijzen gewonnen, waaronder "Best Strategy Game" op The Game Awards. Media outlets benoemden voor de Game Critics Awards 2017 Kingdom Battle als "Best Original Game" en "Best Strategy Game".